# Burgstätter Gangzug
Der Burgstätter Gangzug (historisch auch Burgstädter Gangzug oder Bergstädter Gangzug) war einer von drei bedeutenden Gangzügen bei Clausthal-Zellerfeld. Im Burgstätter Revier befanden sich die drei bedeutendsten Erzmittel des zentralen Oberharzer Gangreviers.

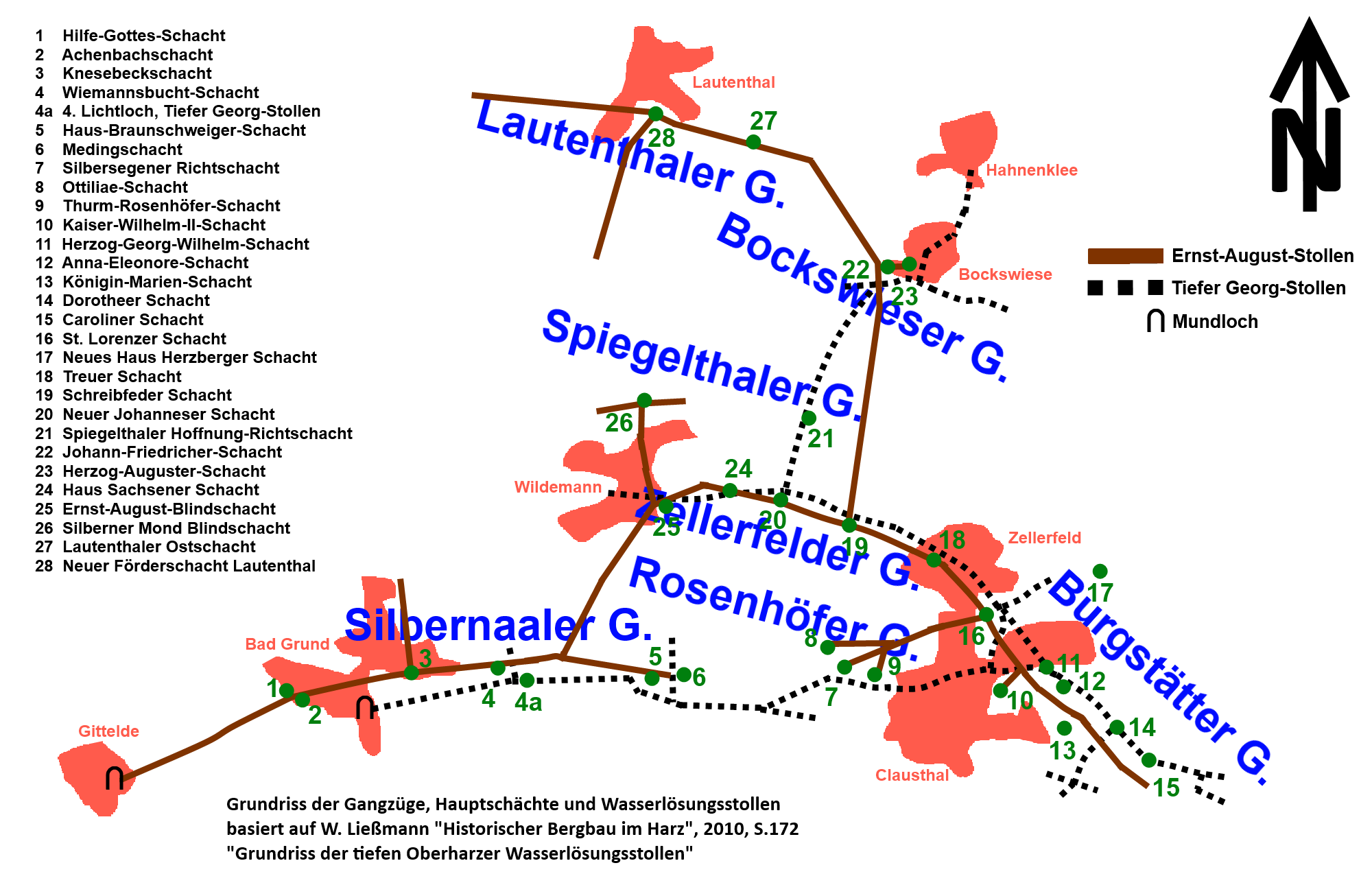
Grundriss mit der Lage des Burgstätter Gangzuges

## Lage
Der Burgstätter Gangzug lässt sich selbst in einen nordwestlichen und einen östlichen Abschnitt unterteilen:

### Nordwestlicher Abschnitt
Der nordwestliche Abschnitt (der Burgstätter Hauptgang) hat eine Länge von 2,5 km und wurde durch intensiven Bergbau gut erschlossen. Er beginnt über Tage etwa 100 m nordöstlich des ehemaligen Bahnhofs Clausthal-Zellerfeld als östliche Verlängerung des Zellerfelder Gangzuges und erstreckt sich in südöstlicher Richtung bis zum Ostteil von Clausthal, wo er etwa 200 m südwestlich des Mittleren Pfauenteichs endet. Im Bereich der ehemaligen Grube Dorothea scharte sich der Rosenhöfer Gangzug in seiner tauben östlichen Verlängerung mit dem Burgstätter Gangzug, wobei sich die Scharungsachse zur Teufe hin Richtung Osten verlagert.

### Östlicher Abschnitt
Der östliche Abschnitt wird in der Literatur teilweise nicht benannt oder könnte als östliche Fortsetzung des Rosenhöfer Gangzugs verstanden werden. Er beginnt östlich der Scharung mit dem Rosenhöfer Gangzug und erstreckt sich auf einer Länge von 6 km in östliche Richtung bis südlich von Altenau. Dieser Abschnitt ist zwischen dem westlichen Scharungspunkt und dem 1,5 km östlich gelegenen Jägersbleeker Teich gut erschlossen worden. Der restliche Verlauf des Gangzugs wurde nur wenig untersucht.

## Geschichte
Vor allem vergleichsweise große Silbervorkommen sorgten in der Umgebung der damaligen Zentren des Oberharzer Bergbaus Clausthal und Zellerfeld für einen intensiven Abbau von silberhaltigen Bleierzen. So wurde bereits zwischen 1200 und 1350 zunächst über Tage und später in Tiefen von bis zu 40 Metern Erz gewonnen. Aus dieser Zeit stammt auch der Name des Gangzugs, der sich von „Burgstätte“ ableitet – einem Ringwall in der Nähe des ehemaligen Bahnhofs Clausthal-Ost, der vermutlich den Bergleuten als Fliehburg diente.
Durch den Schwarzen Tod wurde der Harz ab Mitte des 14. Jahrhunderts weitgehend entvölkert und Bergbautätigkeiten kamen nahezu zum Erliegen.

### Wiederbelebung des Bergbaus
Zu Beginn des 16. Jahrhunderts begann Herzog Heinrich der Jüngere, den Bergbau in der Region wiederzubeleben. Die Untersuchungen begannen mit dem Auffahren mehrerer Stollen im Bereich der Grube Engel Gabriel. Zur Ableitung des anfallenden Grubenwassers wurden vermutlich zunächst der Johannesstollen und später der tieferliegende Obere-Jesus-Anfangs-Stollen aufgefahren.

### Anschluss an die Wasserlösungsstollen des Zellerfelder Gangzuges
Zur Wasserlösung der immer tieferen Gruben auf dem Burgstätter Gangzug waren nach kurzer Zeit tiefer gelegene Wasserlösungsstollen erforderlich. Gleiches war bereits auf dem Zellerfelder Gangzug erkannt worden. Dazu wurde zunächst der ab 1548 für die östlichen Gruben des Zellerfelder Gangzuges aufgefahrene Frankenscharrn-Stollen bis zu den Gruben des Burgstätter Gangzugs verlängert.
Für den wolfenbüttelschen Oberharz hatte man bereits 1524 begonnen, den Tiefen Wildemann-Stollen in Wildemann fortzusetzen, um so einen tiefliegenden Wasserlösungsstollen für den Zellerfelder Gangzug zu schaffen. Hartes Gestein und mangelnde Bewetterung hatten zur Folge, dass die Arbeiten gestundet werden mussten. Man versuchte ab 1551 durch den Oberen Wildemann-Stollen und anschließend mithilfe des Glückswardstollens die Probleme des Tiefen Wildemann-Stollens zu lösen, scheiterte aber auch dort aufgrund zu harten Gesteins.
Zwanzig Jahre später erfolgte die Wiederaufnahme der Arbeiten am Glückswardstollen, der bis 1606 zur Grube Rheinischer Wein bei Zellerfeld mit Schlägel und Eisen durchgetrieben wurde. Er erhielt dann seinen heutigen Namen 16-Lachter-Stollen, da er 16 Lachter unter dem Frankenscharrn-Stollen lag. Zu seiner Entlastung wurden der 19-Lachter-Stollen, welcher sich 19 Lachter unter dem 16-Lachter-Stollen befindet, und der 13-Lachter-Stollen, der wiederum 13 Lachter unter dem 19-Lachter-Stollen liegt, bis zum Ende des 17. Jahrhunderts nach Zellerfeld durchgetrieben.
Nach einer Einigung zwischen dem wolfenbüttelschen Oberharz und dem grubenhagenschen Oberharz wurden der 13- und 19-Lachter-Stollen gegen Ende des 17. Jahrhunderts in Richtung des Burgstätter Gangzuges fortgetrieben und waren Anfang des 18. Jahrhunderts mit den dortigen, wichtigsten Gruben durchschlägig. Durch das intensive Nutzen von Wasserkünsten und einem gemeinsamen Vorgehen beider Regierungen konnte man bis in Teufen von 200 Metern unter dem 13-Lachter-Stollen fortschreiten.
Über die gesamte Zeit erfolgte ein schrittweiser Zusammenschluss von einzelnen Gruben zu immer größeren Einheiten.

### Krisenzeiten
1657 reichte erstmals das Volumen der  Eschenbacher Teiche und drei Pfauenteiche nicht mehr zur vollständigen Versorgung der Gruben des Burgstätter Gangzuges mit Aufschlagwasser aus. Die später angelegten Johann-Friedricher und Prinz-Walliser Wasserläufe änderten die Situation kaum.
Nach dem Ende des Dreißigjährigen Krieges, der den Oberharzer Bergbau fast vollständig zum Erliegen gebracht hatte, war der 13-Lachter-Stollen der tiefste Wasserlösungsstollen für die Gruben im Oberharz. 1709 kam die Grube Dorothea in Ausbeute, die über besonders reiche Erzmittel mit einem Silbergehalt von 0,2 bis 0,3 % (meistens lag dieser Wert zwischen 0,01 und 0,42 %) verfügte. Die benachbarte Grube Caroline folgte 1715 und beide Gruben bauten zirka 150 Jahre lang äußerst erfolgreich auf dem Burgstätter Gangzug, bevor sie Mitte bzw. Ende des 19. Jahrhunderts in Zubuße kamen und geschlossen wurden. Diese Gruben schienen den Oberharzer Bergbau wiederzubeleben. Der immer größere Wassermangel erforderte den zeitweisen, unwirtschaftlichen Betrieb mit Pferdegaipeln.
Um die Schächte weiter abteufen zu können, kam aber kein neuer Stollen infrage. Stattdessen legte man ab 1732 den Dammgraben an, der zusätzliches Aufschlagwasser aus dem regenreichen Gebiet um den Brocken lieferte. Der nachfolgende Siebenjährige Krieg und neue technische Probleme sorgten für eine weitere Krise des Oberharzer Bergbaus ab der zweiten Hälfte des 18. Jahrhunderts. Erst die dreifache Erhöhung des Damms des Hirschler Teichs und der Bau der Huttaler Widerwaage sorgten nach und nach für eine zufriedenstellende Lösung bei der Versorgung mit Aufschlagwasser. Auf diese Weise wurde es möglich, die Schächte tief unter die Sohle des 13-Lachter-Stollens abzuteufen.

#### 100-Lachter-Strecke
Etwa 50 m unterhalb des 13-Lachter-Stollens befand sich die 1,5 km lange 100-Lachter-Strecke (oder Hundertlachterstrecke), die von der Grube Englische Treue bis zur Grube Caroline führte und mit allen dazwischenliegenden Gruben verbunden war. Sie wurde teilweise gemauert, was sonst zu der Zeit im Harz eher unüblich war. Zweck dieser Strecke war die gleichmäßige Verteilung von Grubenwasser auf Wasserkünste mehrerer Gruben. So hoben die Wasserkünste der Grube Dorothea mit 18 Sätzen von 6 bis 11,5 Zoll Durchmesser und die der Grube Caroline mit 21 Sätzen von 7 bis 12 Zoll Durchmesser ab den 1760er Jahren sämtliches Grubenwasser ihrer Schächte auf die 100-Lachter-Strecke, von wo die Grubenwasser über den Schacht der Grube St. Elisabeth auf den 13-Lachter-Stollen gehoben wurden. Die Wasserkunst der Dorothea konnte in Flutzeiten mit weiteren sechs Helfssätzen ausgestattet werden.

#### Tiefer Georg-Stollen
Gleichzeitig konnte der 13-Lachter-Stollen aber das Volumen von Grubenwassern aufgrund seines zu geringen Querschnittes nicht mehr aufnehmen. Dieses Problem wurde durch zwei Hauptquellen im Burgstätter und Rosenhöfer Revier verstärkt. Um diese Problematik zu lösen, wurde ein neuer und tieferer Erbstollen geplant. Ein Gedanke war für den Burgstätter Gangzug die bereits aufgefahrene 100-Lachter-Strecke bis Altenau an die Oker durchzutreiben. Auf Basis eines Vorschlags des Berghauptmanns Claus Friedrich von Reden und nachfolgenden Unstimmigkeiten über den genauen Verlauf und Streit zwischen dem Einseitigen Harz und dem Kommunionharz wurde am 26. Juli 1777 mit dem Auffahren des Tiefen Georg-Stollen begonnen, wobei Oberbergmeister Georg Andreas Steltzner maßgeblich am finalen Plan und Bau beteiligt war.
Bereits 1799 war der neue Stollen mit allen Clausthaler und Zellerfelder Gruben verbunden. Im Schacht der Grube Caroline befand sich der Tiefe Georg-Stollen zirka 150 Meter unter dem nun enterbten 13-Lachter-Stollen auf einer Teufe von 286 Metern.

#### Tiefe Wasserstrecke
1803 begann man 115 Meter unter der Sohle des Tiefen Georg-Stollen eine gemeinsame Tiefe Wasserstrecke für den Zellerfelder, Burgstätter und Rosenhöfer Gangzug aufzufahren. Ab 1833 befuhr man eine Strecke von 6570 Metern zwischen dem Caroliner und Schreibfeder Schacht mit Erzkähnen. Dieses Stück hatte kein Gefälle (es war totsöhlig) und das notwendige Wasser wurde durch Dämme auf zirka 1,3 m Höhe gestaut. In der Grube Herzog Georg Wilhelm und Grube Anna Eleonore erfolgte nun der Abtransport der Erze nur noch „blind“. So wurde das abgebaute Erz oberhalb der Tiefen Wasserstrecke in blinde Stürze geschüttet und am anderen Ende in die Schiffskästen verladen. Das Erz wurde schließlich im Silbersegener Schacht zu Tage gefördert.
Mitte des 19. Jahrhunderts bauten auf dem Burgstätter Gangzug die gewerkschaftlichen Gruben Caroline, Dorothea, Bergmannstrost, Kranich und Neue St. Margarethe. Die Grube Gabe Gottes führte mit dem gleichnamigen Schacht und dem Schacht Neue Rose Versuche im Bereich des Dorothea-Schachtes durch. Außerdem bauten dort die Gruben Herzog Georg Wilhelm und Vereinigte Gruben und Königin Charlotte (Blindschacht auf dem Niveau des Tiefen Georg-Stollens).

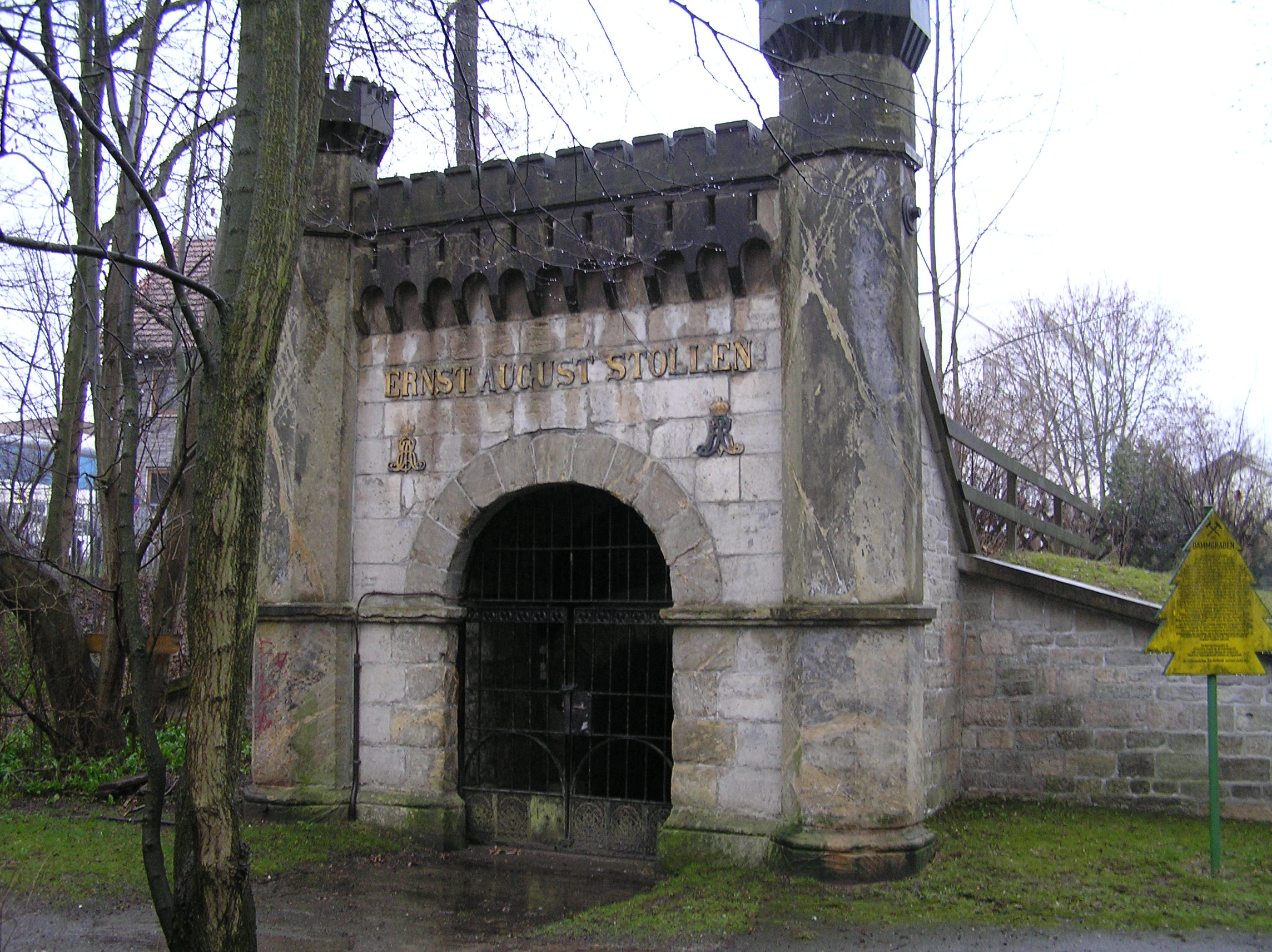
Mundloch des Ernst-August-Stollens

#### Ernst-August-Stollen
Die Erfindungen des Drahtseils und der Fahrkunst machten rentable Erzgewinnungen bis zu einer Teufe von 600 Metern möglich. Die dadurch unaufhaltsam steigenden Mengen von Grubenwasser erforderten einen neuen und noch tieferen Erbstollen. Kurz vor 1850 erreichten die Tiefe Wasserstrecke und der Tiefe Georg-Stollen ihre Belastungsgrenzen, weshalb man 1850 entschied, die Tiefe Wasserstrecke bis zum Rand des Harzes durchzutreiben. Das Mundloch dieses Stollens sollte bei Gittelde liegen.
Von 1851 bis 1864 wurde der Ernst-August-Stollen mit einem hohen Arbeitsaufwand aufgefahren, um die vorhandenen Stollen zu entlasten.

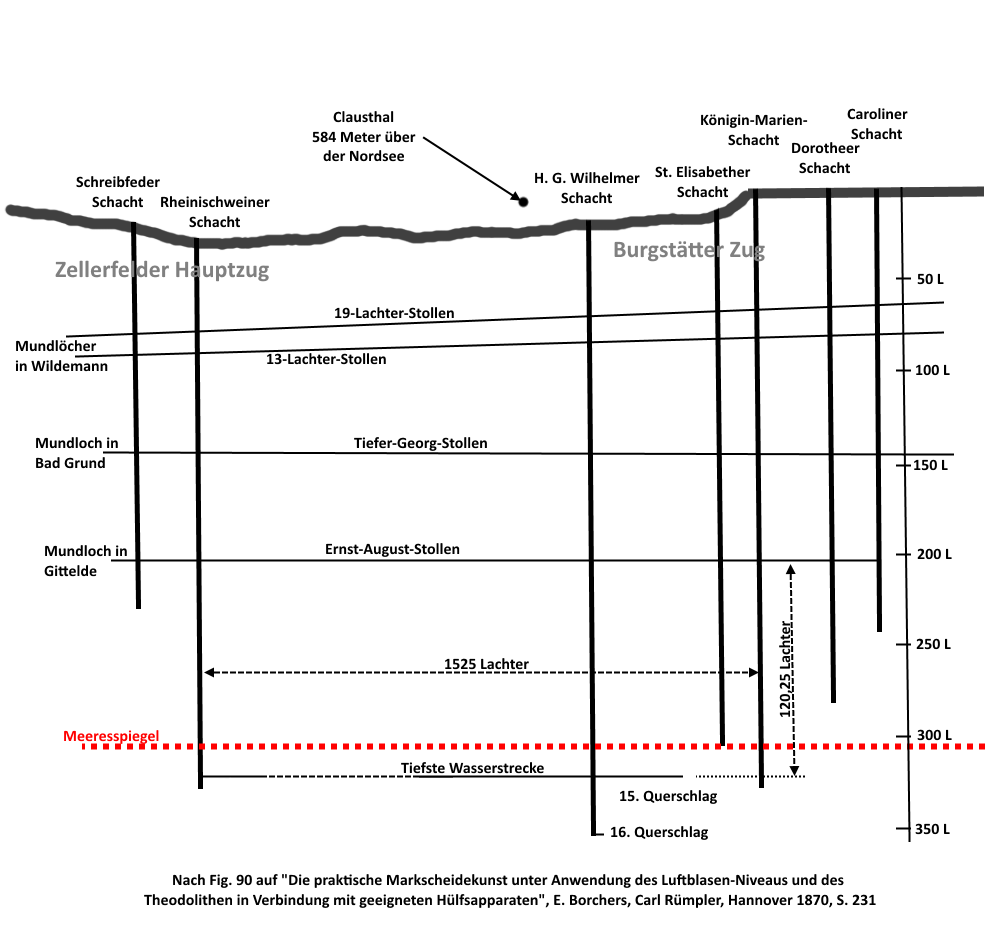
Lage von Stollen und Schächten um das Jahr 1870

### Modernisierung der Bergwerke
Als die langfristige Wasserlösung durch den Ernst-August-Stollen sichergestellt war, erfolgte die Modernisierung der Gruben. Um Förderungen aus mehr als 700 m Tiefe zu ermöglichen, mussten zunächst die vorhandenen tonnlägigen Schächte durch moderne seigere Richtschächte ersetzt werden. Wasserkünste wichen größtenteils Wassersäulenmaschinen.
Der seit 1856 angesetzte Königin-Marien-Schacht ersetzte die alten Förderschächte der Gruben Dorothea und Caroline und übernahm ab 1877 die zentrale Hebung des gesammelten Grubenwassers von der Tiefsten Wasserstrecke auf den Ernst-August-Stollen. Er blieb bis 1892 wichtigster Förderschacht.

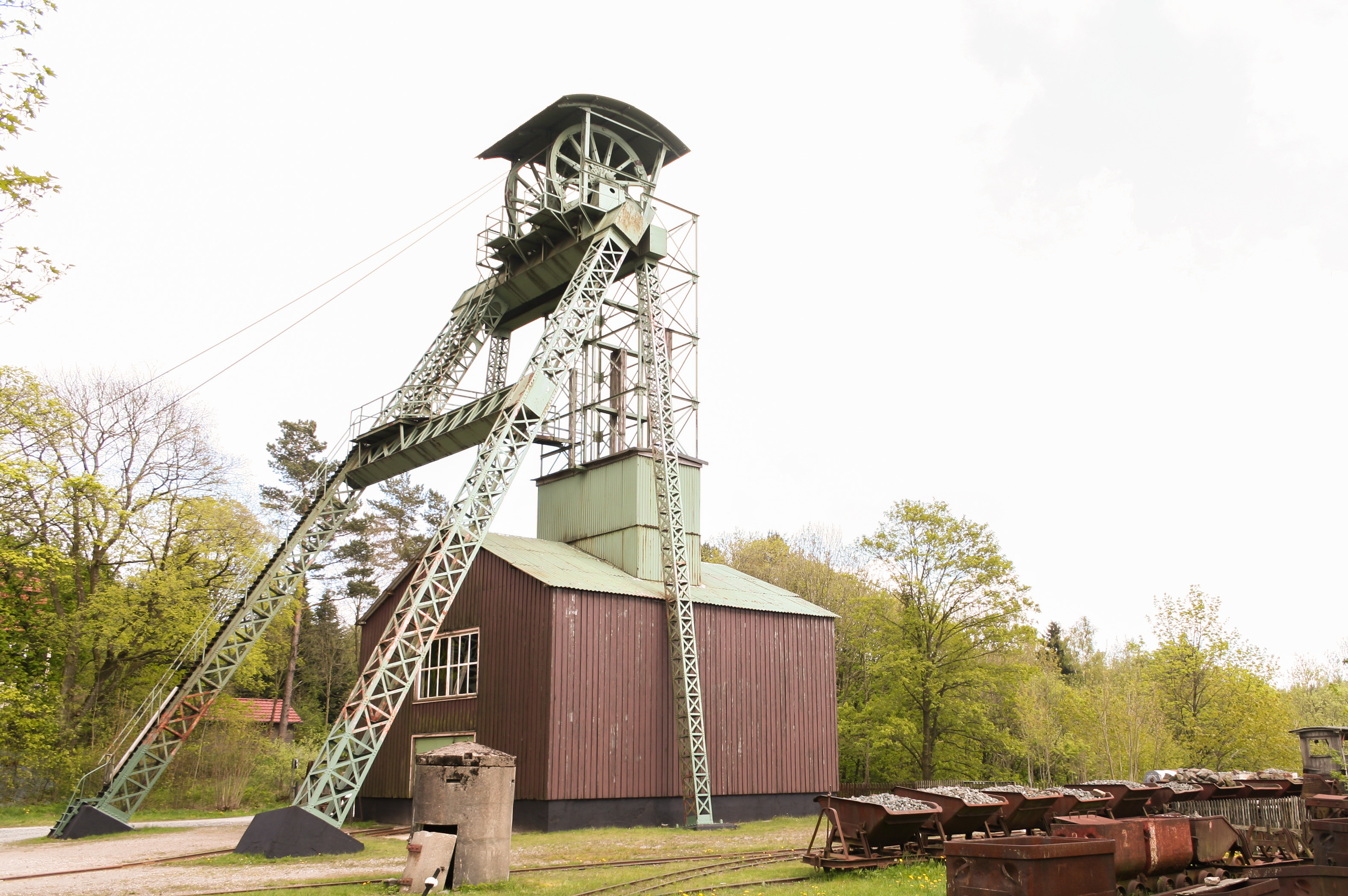
Fördergerüst des Ottiliae-Schachts

Ab 1868 wurde der Ottiliae-Schacht im Rosenhöfer Bezirk abgeteuft, der den Silbersegener Schacht als zusätzlicher Förderschacht entlasten sollte und zentraler Hauptförderschacht wurde. Zu der Zeit befanden sich in dem Gebiet die meisten Pochwerke und Erzwäschen. Um 1870 entstand auf dem Gelände des Schachtes eine Zentralaufbereitung für die geförderten Erze, die die alten Anlagen um Clausthal und Zellerfeld nach und nach ersetzte. Zwischen 1900 und 1905 wurde die Anlage noch einmal erweitert, wodurch alle alten tonnlägigen Schächte endgültig abgeworfen werden konnten.
Ab 1880 teufte man den Kaiser-Wilhelm-Schacht ab, um den veralteten Herzog-Georg-Wilhelm-Schacht zu ersetzen. Der neue Schacht hatte zwei unabhängige Fördereinrichtungen und diente zwischen 1900 und 1905 als Ersatz für den Ottiliae-Schacht. Nach 1905 wurden die Erze nur noch bis zur Tiefsten Wasserstrecke gehoben und von dort mit einer elektrischen Grubenbahn zum Ottiliae-Schacht transportiert.
Gegen Ende des 19. Jahrhunderts hatte sich der Bergbau mehr auf den Burgstätter und Rosenhöfer Gangzug verlagert. Mit dieser Verlagerung gewann auch Sphalerit (Zinkblende) an Bedeutung, was in den nun tieferen Gruben mengenmäßig zunahm.

### Weimarer Republik und Ende des Bergbaus
Durch den Ersten Weltkrieg kam es im Bereich um Clausthal zum Raubbau. 1924 wurde die Berginspektion Clausthal durch die Preussag übernommen und es erfolgte eine umfangreiche Exploration, die auch wieder den Zellerfelder Gangzug einbezog. Durch hohe Produktionskosten und sinkende Erträge geriet der Oberharzer Bergbau in eine unwirtschaftliche Lage. Zum Höhepunkt der Weltwirtschaftskrise resultierten aus niedrigen Metallpreisen keine ausreichenden Erträge. Im Jahre 1930 wurde der Bergbau um Clausthal-Zellerfeld – und somit auf dem Burgstätter Gangzug – eingestellt und anschließend einige Gruben für die Einrichtung von Wasserkraftwerken genutzt. Zu diesem Zeitpunkt hatten die Gruben auf dem Burgstätter Gangzug eine Teufe von 1000 m erreicht.

## Wasserwirtschaft
Für den Betrieb der Gruben des Burgstätter Gangzuges standen Mitte des 19. Jahrhunderts zwölf Teiche mit fast 280 Morgen Fläche und 111 Millionen Kubikfuß Volumen zur Verfügung. Es wurden 23 Wasserräder über Tage und vier unter Tage betrieben. Weiterhin gab es ein Grabennetz mit einer Gesamtlänge von 37.500 Lachtern (72 km), Röschen mit einer Gesamtlänge von 855 Lachtern (1,6 km) und zwölf Wasserläufe mit einer Gesamtlänge von 2380 Lachtern (4,6 km).

## Abbau und Erträge
Es wurde vor allem Galenit (Bleiglanz), Chalkopyrit (Kupferkies) und Pyrit (Schwefelkies) gefördert. Vereinzelt fand man Vorkommen an Calcit (Kalkspat) und Quarz, seltener auch Ankerit (Braunspat) sowie Siderit (Spateisenstein). Der Erfolg des Bergbaus konzentriert sich vor allem auf den nordwestlichen Abschnitt des Burgstätter Gangzugs.

### Nordwestlicher Abschnitt
Die geologische Untersuchung dieses Abschnitts begann nach der ersten Bergbauperiode zwischen 1200 und 1350 erneut in den 1550er Jahren und endete mit der Stilllegung des Oberharzer Bergbaus im Jahr 1930.
Im nordwestlichen Abschnitt wurden primär die Gangarten Quarz, Calcit (Kalkspat), Siderit (Eisenspat), Dolomit und Baryt (Schwerspat) gefunden. Als reine Erzminerale (sogenannte Derberze) wurden gefunden: Galenit (Bleiglanz), Sphalerit (Zinkblende), Chalkopyrit (Kupferkies), Markasit, Bournonit, Skutterudit (Speiskobalt), Tetraedrit, Pyrargyrit, Stephanit, gediegen Silber, Stibnit (Antimonglanz), Jamesonit, Clausthalit, Tiemannit und Hämatit.

### Östlicher Abschnitt
Die geologische Untersuchung dieses Abschnitts begann nach Vortrieb des Frankenscharrn-Stollens bis zur Grube Prinzessin Elisabeth mit dem Abteufen einiger Untersuchungsschächte (Neue Benedicte und Prinz Friedrich Ludwig, Prinzessin Amalia, St. Ursula und König Georg) zwischen 1652 und 1680. Weiterhin wurde zwischen 1718 und 1735 der Neue-Gnade-Gotteser-Stollen aufgefahren und zwischen 1728 und 1733 der Schacht der Grube trotz ernüchternder Ergebnisse weiter abgeteuft. 1739 wurde der Betrieb der Grube Neue Gnade Gottes eingestellt. 1753 wurden sämtliche Untersuchungsschächte westlich der Grube Prinzessin Elisabeth aufgelassen und 30 Jahre später der Betrieb dieser Grube ebenfalls eingestellt. Zuletzt gab es um 1895 erfolglose Untersuchungen auf Erz und Baryt im Bereich der Grube Neue Gnade Gottes.
Im östlichen Abschnitt wurden primär die Gangarten Quarz, Calcit, Baryt und Siderit gefunden. Als Derberze fand man Galenit und Chalkopyrit.